# Butani
Butani – wieś w Rumunii, w okręgu Bihor, w gminie Măgești. W 2011 roku liczyła 360 mieszkańców.